# The Meaning of Love
Singles de Depeche Mode
See You
(1982) Leave in Silence
(1982)
Pistes de A Broken Frame
Satellite A Photograph of You
The Meaning of Love est le cinquième single de Depeche Mode sorti le 26 avril 1982.
La version single de The Meaning of Love est la même que la version album de A Broken Frame, l'album sur lequel apparaît la chanson. Le Fairly Odd Mix de The Meaning of Love se transforme en une sorte de chansonnette électro plutôt bizarre après le deuxième refrain.
La face-B est Oberkorn (It's a Small Town), un instrumental de Martin Gore qui a servi comme intro pendant la série de concerts A Broken Frame Tour, dans la ville de Oberkorn au Luxembourg. Une plus longue version dénommée Development Mix a une introduction particulière avant de rentrer dans le rang, et ensuite avoir un nouvel arrangement de la musique.
Le clip musical de The Meaning of Love est le deuxième avec Alan Wilder, bien qu'il n'ait pas contribué à la chanson. Le réalisateur est Julien Temple. Le clip n'a pas été mis sur les diverses compilations de clips musicaux du groupe car les membres haïssent cette vidéo tout comme les autres issues de A Broken Frame.
The Meaning of Love est une chanson comme son nom l'indique d'amour, aux sonorités légères et naïves. Les paroles sont à propos d'une personne n'ayant jamais connu l'amour et qui désirerait le connaître, ou étant tellement désespérée d'être célibataire depuis longtemps qu'elle en a oublié la signification de l'amour.

## Formats et liste de chanson
Vinyle 7"Mute / 7 Mute22 (UK)
1. The Meaning of Love – 3:05
2. Oberkorn (It's A Small Town) – 4:07

Vinyle 12"Mute / 12 Mute22 (UK)
1. The Meaning Of Love (Fairly Odd Mix) – 4:59
2. Oberkorn (It's A Small Town) (Development Mix) – 7:37

CDMute / CD Mute22 (UK/US)1
1. The Meaning Of Love – 3:08
2. Oberkorn (It's A Small Town) – 2:52
3. The Meaning Of Love (Fairly Odd Mix) – 5:00
4. Oberkorn (It's A Small Town) (Development Mix) – 7:37

Vinyle 12"Sire / Reprise 40293-2 (US)
1. The Meaning of Love – 3:08
2. Oberkorn (It's A Small Town) – 2:52
3. The Meaning Of Love (Fairly Odd Mix) – 5:00
4. Oberkorn (It's A Small Town) (Development Mix) – 8:54

Notes
- 1:CD sorti en 1991
- Toutes les chansons sont écrites par Martin Gore.

## Classements
| Hit parade (1982) | Meilleure position |
| ----------------- | ------------------ |
| Allemagne         | 64                 |
| Hongrie           | 17                 |
| Irlande           | 17                 |
| Royaume-Uni       | 12                 |
| Suède             | 16                 |